# Briza monandra
Briza monandra är en gräsart som först beskrevs av Eduard Hackel, och fick sitt nu gällande namn av Pilg.. Briza monandra ingår i släktet darrgrässläktet, och familjen gräs. Inga underarter finns listade i Catalogue of Life.